# Алуштинський могильник
Алу́штинський моги́льник — поховання в плитових могилах, виявлене в Алушті.
Поховання належать до трьох хронологічних етапів: 10—14, 14—15, 15—18 століття. У похованні 14 століття знайдено набір прикрас (137 виробів, 85 із них золотих). Золоті бляхи з філіграні утворюють форму квітки лотосу. Використані мотиви характерні для золотоординської школи філіграні, а налогісні речам із Сімферопольського скарбу (розкопики 1967 року) і «шапці Мономаха». Поєднання візантійських і малоазійських технік  доводить кримське походження прикрас.
Речі з могильника зберігаються у Сімферопольському краєзнавчому музеї.